# 斯蒂爾曼瓦利 (伊利諾伊州)
斯蒂爾曼瓦利（英語：Stillman Valley）是一個位於美國伊利諾伊州奧格爾縣的城市。

## 地理
斯蒂爾曼瓦利的座標為42°06′21″N 89°10′48″W / 42.10583°N 89.18000°W，而該地的平均海拔高度為217米（即712英尺）。

## 人口
根據2010年美國人口普查的數據，斯蒂爾曼瓦利的面積為1.41平方千米，當中陸地面積為1.41平方千米，而水域面積為0.00平方千米。當地共有人口1120人，而人口密度為每平方千米794.33人。